# Grand Prix Australii 2024
Grand Prix Australii 2024, oficjalnie Formula 1 Rolex Australian Grand Prix 2024 – trzecia runda Mistrzostw Świata Formuły 1 w sezonie 2024. Weekend Grand Prix odbył się w dniach 22–24 marca 2024 na torze Albert Park Circuit w Melbourne. Wyścig wygrał Carlos Sainz Jr. (Ferrari), a na podium stanęli kolejno Charles Leclerc (Ferrari) oraz Lando Norris (McLaren). Zdobywca Pole position Max Verstappen zakończył wyścig na trzecim okrążeniu wskutek awarii hamulca, kończąc tym samym serię dziewięciu wygranych wyścigów z rzędu.

## Lista startowa
Logan Sargeant został wycofany z wyścigu po decyzji zespołu Williams. Jego samochód poprowadził Alexander Albon, którego samochód uległ poważnym uszkodzeniom podczas pierwszego treningu.
Na czerwonym tle kierowcy wycofani z weekendu wyścigowego.
| Nr          | Kierowca         | Zespół                        | Samochód                          | Silnik              | Opony |
| ----------- | ---------------- | ----------------------------- | --------------------------------- | ------------------- | ----- |
| 1           | Max Verstappen   | Oracle Red Bull Racing        | Red Bull RB20                     | Honda RBPTH002      | P     |
| 2           | Logan Sargeant   | Williams Racing               | Williams FW46                     | Mercedes-AMG F1 M15 | P     |
| 3           | Daniel Ricciardo | Visa Cash App RB F1 Team      | RB VCARB 01                       | Honda RBPTH002      | P     |
| 4           | Lando Norris     | McLaren Formula 1 Team        | McLaren MCL38                     | Mercedes-AMG F1 M15 | P     |
| 10          | Pierre Gasly     | BWT Alpine F1 Team            | Alpine A524                       | Renault E-Tech RE24 | P     |
| 11          | Sergio Pérez     | Oracle Red Bull Racing        | Red Bull RB20                     | Honda RBPTH002      | P     |
| 14          | Fernando Alonso  | Aston Martin Aramco F1 Team   | Aston Martin AMR24                | Mercedes-AMG F1 M15 | P     |
| 16          | Charles Leclerc  | Scuderia Ferrari              | Ferrari SF-24                     | Ferrari 066/12      | P     |
| 18          | Lance Stroll     | Aston Martin Aramco F1 Team   | Aston Martin AMR24                | Mercedes-AMG F1 M15 | P     |
| 20          | Kevin Magnussen  | MoneyGram Haas F1 Team        | Haas VF-24                        | Ferrari 066/10      | P     |
| 22          | Yūki Tsunoda     | Visa Cash App RB F1 Team      | RB VCARB 01                       | Honda RBPTH002      | P     |
| 23          | Alexander Albon  | Williams Racing               | Williams FW46                     | Mercedes-AMG F1 M15 | P     |
| 24          | Zhou Guanyu      | Kick Sauber F1 Team           | Kick Sauber C44                   | Ferrari 066/12      | P     |
| 27          | Nico Hülkenberg  | MoneyGram Haas F1 Team        | Haas VF-24                        | Ferrari 066/10      | P     |
| 31          | Esteban Ocon     | BWT Alpine F1 Team            | Alpine A524                       | Renault E-Tech RE24 | P     |
| 44          | Lewis Hamilton   | Mercedes-AMG PETRONAS F1 Team | Mercedes-AMG F1 W15 E Performance | Mercedes-AMG F1 M15 | P     |
| 55          | Carlos Sainz Jr. | Scuderia Ferrari              | Ferrari SF-24                     | Ferrari 066/12      | P     |
| 63          | George Russell   | Mercedes-AMG PETRONAS F1 Team | Mercedes-AMG F1 W15 E Performance | Mercedes-AMG F1 M15 | P     |
| 77          | Valtteri Bottas  | Kick Sauber F1 Team           | Kick Sauber C44                   | Ferrari 066/12      | P     |
| 81          | Oscar Piastri    | McLaren Formula 1 Team        | McLaren MCL38                     | Mercedes-AMG F1 M15 | P     |
| Źródło: FIA |                  |                               |                                   |                     |       |

## Wyniki

### Najlepsze czasy sesji treningowych
| Sesja       | Nr | Kierowca        | Konstruktor      | Czas     | Okr. |
| ----------- | -- | --------------- | ---------------- | -------- | ---- |
| 1           | 4  | Lando Norris    | McLaren-Mercedes | 1:18,564 | 23   |
| 2           | 16 | Charles Leclerc | Ferrari          | 1:17,277 | 26   |
| 3           | 16 | Charles Leclerc | Ferrari          | 1:16,714 | 22   |
| Źródło: FIA |    |                 |                  |          |      |

### Kwalifikacje
| P           | Nr | Kierowca         | Konstruktor                  | Czasy w kwalifikacjach | Czasy w kwalifikacjach | Czasy w kwalifikacjach | Poz. s. |
| P           | Nr | Kierowca         | Konstruktor                  | Q1                     | Q2                     | Q3                     | Poz. s. |
| ----------- | -- | ---------------- | ---------------------------- | ---------------------- | ---------------------- | ---------------------- | ------- |
| 1           | 1  | Max Verstappen   | Red Bull Racing-Honda RBPT   | 1:16,819               | 1:16,387               | 1:15,915               | 1       |
| 2           | 55 | Carlos Sainz Jr. | Ferrari                      | 1:16,731               | 1:16,189               | 1:16,185               | 2       |
| 3           | 11 | Sergio Pérez     | Red Bull Racing-Honda RBPT   | 1:16,805               | 1:16,631               | 1:16,274               | 6       |
| 4           | 4  | Lando Norris     | McLaren-Mercedes             | 1:17,430               | 1:16,750               | 1:16,315               | 3       |
| 5           | 16 | Charles Leclerc  | Ferrari                      | 1:16,984               | 1:16,304               | 1:16,435               | 4       |
| 6           | 81 | Oscar Piastri    | McLaren-Mercedes             | 1:17,369               | 1:16,601               | 1:16,572               | 5       |
| 7           | 63 | George Russell   | Mercedes                     | 1:17,062               | 1:16,901               | 1:16,724               | 7       |
| 8           | 22 | Yūki Tsunoda     | RB-Honda RBPT                | 1:17,356               | 1:16,791               | 1:16,788               | 8       |
| 9           | 18 | Lance Stroll     | Aston Martin Aramco-Mercedes | 1:17,376               | 1:16,780               | 1:17,072               | 9       |
| 10          | 14 | Fernando Alonso  | Aston Martin Aramco-Mercedes | 1:16,991               | 1:16,710               | 1:17,552               | 10      |
| 11          | 44 | Lewis Hamilton   | Mercedes                     | 1:17,499               | 1:16,960               |                        | 11      |
| 12          | 23 | Alexander Albon  | Williams-Mercedes            | 1:17,130               | 1:17,167               |                        | 12      |
| 13          | 77 | Valtteri Bottas  | Kick Sauber-Ferrari          | 1:17,543               | 1:17,340               |                        | 13      |
| 14          | 20 | Kevin Magnussen  | Haas-Ferrari                 | 1:17,709               | 1:17,427               |                        | 14      |
| 15          | 31 | Esteban Ocon     | Alpine-Renault               | 1:17,617               | 1:17,697               |                        | 15      |
| 16          | 27 | Nico Hülkenberg  | Haas-Ferrari                 | 1:17,976               |                        |                        | 16      |
| 17          | 10 | Pierre Gasly     | Alpine-Renault               | 1:17,982               |                        |                        | 17      |
| 18          | 3  | Daniel Ricciardo | RB-Honda RBPT                | 1:18,085               |                        |                        | 18      |
| 19          | 24 | Zhou Guanyu      | Kick Sauber-Ferrari          | 1:18,188               |                        |                        | PIT     |
| Źródło: FIA |    |                  |                              |                        |                        |                        |         |

### Wyścig
| P           | Nr | Kierowca         | Konstruktor                  | Okr. | Czas                    | Poz. s. | +/−       | Punkty |
| ----------- | -- | ---------------- | ---------------------------- | ---- | ----------------------- | ------- | --------- | ------ |
| 1           | 55 | Carlos Sainz Jr. | Ferrari                      | 58   | 1:20:26,843             | 2       | 1         | 25     |
| 2           | 16 | Charles Leclerc  | Ferrari                      | 58   | +2,366                  | 4       | 2         | 18+1   |
| 3           | 4  | Lando Norris     | McLaren-Mercedes             | 58   | +5,904                  | 3       | Bez zmian | 15     |
| 4           | 81 | Oscar Piastri    | McLaren-Mercedes             | 58   | +35,770                 | 5       | 1         | 12     |
| 5           | 11 | Sergio Pérez     | Red Bull Racing-Honda RBPT   | 58   | +56,309                 | 6       | 1         | 10     |
| 6           | 18 | Lance Stroll     | Aston Martin Aramco-Mercedes | 58   | +1:33,222               | 9       | 3         | 8      |
| 7           | 22 | Yūki Tsunoda     | RB-Honda RBPT                | 58   | +1:35,601               | 8       | 1         | 6      |
| 8           | 14 | Fernando Alonso  | Aston Martin Aramco-Mercedes | 58   | +1:40,992               | 10      | 2         | 4      |
| 9           | 27 | Nico Hülkenberg  | Haas-Ferrari                 | 58   | +1:44,553               | 16      | 7         | 2      |
| 10          | 20 | Kevin Magnussen  | Haas-Ferrari                 | 57   | +1 okrążenie            | 14      | 4         | 1      |
| 11          | 23 | Alexander Albon  | Williams-Mercedes            | 57   | +1 okrążenie            | 12      | 1         |        |
| 12          | 3  | Daniel Ricciardo | RB-Honda RBPT                | 57   | +1 okrążenie            | 18      | 6         |        |
| 13          | 10 | Pierre Gasly     | Alpine-Renault               | 57   | +1 okrążenie            | 17      | 4         |        |
| 14          | 77 | Valtteri Bottas  | Kick Sauber-Ferrari          | 57   | +1 okrążenie            | 13      | 1         |        |
| 15          | 24 | Zhou Guanyu      | Kick Sauber-Ferrari          | 57   | +1 okrążenie            | PIT     | 4         |        |
| 16          | 31 | Esteban Ocon     | Alpine-Renault               | 57   | +1 okrążenie            | 15      | 1         |        |
| 17          | 63 | George Russell   | Mercedes                     | 56   | NU (wypadek)            | 7       | 10        |        |
| NS          | 44 | Lewis Hamilton   | Mercedes                     | 15   | NU (jednostka napędowa) | 11      |           |        |
| NS          | 1  | Max Verstappen   | Red Bull Racing-Honda RBPT   | 3    | NU (hamulce)            | 1       |           |        |
| Źródło: FIA |    |                  |                              |      |                         |         |           |        |

### Najszybsze okrążenie
| Nr          | Kierowca        | Konstruktor | Czas     | Okr. |
| ----------- | --------------- | ----------- | -------- | ---- |
| 16          | Charles Leclerc | Ferrari     | 1:19,813 | 56   |
| Źródło: FIA |                 |             |          |      |

### Prowadzenie w wyścigu
| Nr                              | Kierowca         | Konstruktor                | Okrążenia | Suma |
| ------------------------------- | ---------------- | -------------------------- | --------- | ---- |
| 1                               | Max Verstappen   | Red Bull Racing-Honda RBPT | 1         | 1    |
| 55                              | Carlos Sainz Jr. | Ferrari                    | 2–58      | 57   |
| \| Wykres \| \| ------ \| \| \| |                  |                            |           |      |
| Źródło: FIA                     |                  |                            |           |      |
| Wykres                          |                  |                            |           |      |
|                                 |                  |                            |           |      |

## Klasyfikacja po wyścigu

### Kierowcy
| P           | +/−       | Kierowca         | Zgł. | Punkty | P1 | P2 | P3 | PP | NO | NS | NU |
| ----------- | --------- | ---------------- | ---- | ------ | -- | -- | -- | -- | -- | -- | -- |
| 1           | Bez zmian | Max Verstappen   | 3    | 51     | 2  | –  | –  | 3  | 1  | 1  | 1  |
| 2           | 1         | Charles Leclerc  | 3    | 47     | –  | 1  | 1  | –  | 2  | –  | –  |
| 3           | 1         | Sergio Pérez     | 3    | 46     | –  | 2  | –  | –  | –  | –  | –  |
| 4           | 2         | Carlos Sainz Jr. | 2    | 40     | 1  | –  | 1  | –  | –  | –  | –  |
| 5           | Bez zmian | Oscar Piastri    | 3    | 28     | –  | –  | –  | –  | –  | –  | –  |
| 6           | 2         | Lando Norris     | 3    | 27     | –  | –  | 1  | –  | –  | –  | –  |
| 7           | 3         | George Russell   | 3    | 18     | –  | –  | –  | –  | –  | –  | 1  |
| 8           | 1         | Fernando Alonso  | 3    | 16     | –  | –  | –  | –  | –  | –  | –  |
| 9           | 3         | Lance Stroll     | 3    | 9      | –  | –  | –  | –  | –  | 1  | 1  |
| 10          | 1         | Lewis Hamilton   | 3    | 8      | –  | –  | –  | –  | –  | 1  | 1  |
| 11          | 7         | Yūki Tsunoda     | 3    | 6      | –  | –  | –  | –  | –  | –  | –  |
| 12          | 2         | Oliver Bearman   | 1    | 6      | –  | –  | –  | –  | –  | –  | –  |
| 13          | 2         | Nico Hülkenberg  | 3    | 3      | –  | –  | –  | –  | –  | –  | –  |
| 14          | 1         | Kevin Magnussen  | 3    | 1      | –  | –  | –  | –  | –  | –  | –  |
| 15          | 2         | Alexander Albon  | 3    | 0      | –  | –  | –  | –  | –  | –  | –  |
| 16          | 2         | Zhou Guanyu      | 3    | 0      | –  | –  | –  | –  | –  | –  | –  |
| 17          | 1         | Daniel Ricciardo | 3    | 0      | –  | –  | –  | –  | –  | –  | –  |
| 18          | 1         | Esteban Ocon     | 3    | 0      | –  | –  | –  | –  | –  | –  | –  |
| 19          | 2         | Pierre Gasly     | 3    | 0      | –  | –  | –  | –  | –  | 1  | 1  |
| 20          | Bez zmian | Valtteri Bottas  | 3    | 0      | –  | –  | –  | –  | –  | –  | –  |
| 21          | 2         | Logan Sargeant   | 2    | 0      | –  | –  | –  | –  | –  | –  | –  |
| Źródło: FIA |           |                  |      |        |    |    |    |    |    |    |    |

### Konstruktorzy
| P           | +/-       | Konstruktor                  | Zgł. | Punkty | P1 | P2 | P3 | PP | NO | NS | NU |
| ----------- | --------- | ---------------------------- | ---- | ------ | -- | -- | -- | -- | -- | -- | -- |
| 1           | Bez zmian | Red Bull Racing-Honda RBPT   | 6    | 97     | 2  | 2  | –  | 3  | 1  | 1  | 1  |
| 2           | Bez zmian | Ferrari                      | 6    | 93     | 1  | 1  | 2  | –  | 2  | –  | –  |
| 3           | Bez zmian | McLaren-Mercedes             | 6    | 55     | –  | –  | 1  | –  | –  | –  | –  |
| 4           | Bez zmian | Mercedes                     | 6    | 26     | –  | –  | –  | –  | –  | 1  | 2  |
| 5           | Bez zmian | Aston Martin Aramco-Mercedes | 6    | 25     | –  | –  | –  | –  | –  | 1  | 1  |
| 6           | 3         | RB-Honda RBPT                | 6    | 6      | –  | –  | –  | –  | –  | –  | –  |
| 7           | 1         | Haas-Ferrari                 | 6    | 4      | –  | –  | –  | –  | –  | –  | –  |
| 8           | 1         | Williams-Mercedes            | 5    | 0      | –  | –  | –  | –  | –  | –  | –  |
| 9           | 1         | Kick Sauber-Ferrari          | 6    | 0      | –  | –  | –  | –  | –  | –  | –  |
| 10          | Bez zmian | Alpine-Renault               | 6    | 0      | –  | –  | –  | –  | –  | 1  | 1  |
| Źródło: FIA |           |                              |      |        |    |    |    |    |    |    |    |